# Enwonwu (cráter)
Enwonwu es un cráter de impacto de 38 km de diámetro del planeta Mercurio. Debe su nombre al pintor y escultor nigeriano Ben Enwonwu (1917-1994), y su nombre fue aprobado por la  Unión Astronómica Internacional en 2008.

El cráter muestra un pico central y un conjunto de rayos luminosos que emanan del borde del cráter. Los rayos cruzan los cráteres superficiales de los alrededores, lo que indica que el cráter Enwonwu se formó hace relativamente poco tiempo en la historia de Mercurio. La brillantez de los radios también sugiere una relativa juventud, ya que con el tiempo los rayos se oscurecen y desaparecen en la superficie de Mercurio.